# Nami Nabekura
Nami Nabekura (鍋倉那美, Nabekura Nami), née le 11 avril 1997, est une judokate japonaise.

## Palmarès

### Compétitions internationales
| Année | Compétition         | Lieu         | Résultat | Catégorie      |
| ----- | ------------------- | ------------ | -------- | -------------- |
| 2017  | Championnats d'Asie | Hong Kong    | 1re      | Moins de 63 kg |
| 2018  | Jeux asiatiques     | Jakarta      | 1re      | Moins de 63 kg |
| 2022  | Championnats d'Asie | Nour-Soultan | 2e       | Moins de 63 kg |

### Masters mondial, Tournois Grand Chelem et Grand Prix
| Année | Compétition     | Lieu              | Résultat | Catégorie      |
| ----- | --------------- | ----------------- | -------- | -------------- |
| 2016  | Grand Prix      | Budapest          | 1re      | Moins de 63 kg |
| 2016  | Grand Prix      | Qingdao           | 1re      | Moins de 63 kg |
| 2017  | Grand Prix      | Düsseldorf        | 3e       | Moins de 63 kg |
| 2017  | Grand Prix      | Zagreb            | 1re      | Moins de 63 kg |
| 2017  | Grand Chelem    | Tokyo             | 2e       | Moins de 63 kg |
| 2017  | Masters mondial | Saint-Pétersbourg | 2e       | Moins de 63 kg |
| 2018  | Grand Prix      | Zagreb            | 1re      | Moins de 63 kg |
| 2018  | Grand Chelem    | Osaka             | 2e       | Moins de 63 kg |
| 2018  | Masters mondial | Canton            | 2e       | Moins de 63 kg |
| 2019  | Grand Chelem    | Paris             | 3e       | Moins de 57 kg |
| 2019  | Grand Prix      | Zagreb            | 2e       | Moins de 63 kg |
| 2019  | Grand Chelem    | Osaka             | 3e       | Moins de 63 kg |
| 2019  | Masters mondial | Qingdao           | 1re      | Moins de 63 kg |
| 2020  | Grand Chelem    | Paris             | 2e       | Moins de 63 kg |
| 2021  | Masters mondial | Doha              | 2e       | Moins de 63 kg |
| 2022  | Grand Chelem    | Paris             | 1re      | Moins de 63 kg |
| 2022  | Grand Chelem    | Oulan-Bator       | 1re      | Moins de 63 kg |
| 2022  | Grand Chelem    | Tokyo             | 3e       | Moins de 57 kg |
| 2023  | Grand Chelem    | Paris             | 2e       | Moins de 63 kg |
| 2023  | Grand Chelem    | Oulan-Bator       | 1re      | Moins de 63 kg |

### Coupe du Kodokan
| Année | Compétition      | Lieu  | Résultat | Catégorie      |
| ----- | ---------------- | ----- | -------- | -------------- |
| 2017  | Coupe du Kodokan | Chiba | 3e       | Moins de 63 kg |
| 2019  | Coupe du Kodokan | Chiba | 1re      | Moins de 63 kg |
| 2020  | Coupe du Kodokan | Chiba | 3e       | Moins de 63 kg |